# Arnik
Arnik je rijeka u Gvajani. Pritok je rijeke Potaro i pripada porječju rijeke Essequibo.